# Loren Murchison
Loren C. Murchison (ur. 17 grudnia 1898 w Farmersville, w Teksasie, zm. 11 czerwca 1979 w Lakewood, w New Jersey) – amerykański lekkoatleta sprinter, dwukrotny mistrz olimpijski.
Jako pierwszy lekkoatleta w historii zdobył dwa złote medale olimpijskie w biegu sztafetowym. Na igrzyskach olimpijskich w 1920 w Antwerpii biegł na 3. zmianie zwycięskiej sztafety 4 × 100 metrów, która poprawiła rekord świata wynikiem 42,2 s. Wraz z Murchisonem w sztafecie biegli Charlie Paddock, Jackson Scholz i  Morris Kirksey. Na tych samych igrzyskach Murchison zajął 6. miejsce w biegu na 100 metrów oraz 4. miejsce w biegu na 200 metrów.
Na igrzyskach olimpijskich w 1924 Murchison był ponownie w składzie amerykańskiej sztafety 4 × 100 metrów, która zdobyła złoty medal, w półfinale ustanowiła rekord świata wynikiem 41,0 s, a w finale wyrównała to osiągnięcie (w składzie: Murchison, Louis Clarke, Frank Hussey i Alfred LeConey). W finale biegu na 100 metrów powtórzył swój wynik z poprzednich igrzysk zajmując 6. miejsce.
Murchison był mistrzem Stanów Zjednoczonych (AAU) w biegu na 100 jardów w 1920 i 1923 oraz w biegu na 220 jardów w 1918 i 1923, a także mistrzem Wielkiej Brytanii (AAA) na obu tych dystansach w 1925. Był również halowym mistrzem USA na 60 jardów w latach 1919, 1920 i 1922–1924 oraz na 300 jardów w 1919, 1920, 1924 i 1925.
Rekordy życiowe:
- 100 m – 10,5 s. (1924)
- 200 m – 21,5 s. (1924)